# II. Iván moszkvai nagyfejedelem
II. Iván Ivanovics vagy Vörös Iván (oroszul: Иван II Иванович Красный "Ivan II Ivanovics Krasznij"), (1326. március 30. – 1359. november 13.) moszkvai nagyfejedelem 1353-tól haláláig.

## Élete
I. Iván fiaként született, és bátyja, Büszke Simeon utódaként került hatalomra. A szuzdali Konstantin (Konsztantyin Vasziljevics) ellenében az Arany Horda kánja neki a nagyfejedelmi címre feljogosító okmányt, a jarlikot. Ivánt kezdetben nem ismerte el nagyfejedelemnek a szuzdali és rjazanyi fejedelemség, valamint a novgorodi bojárköztársaság, emiatt seregeik 1354-ig hadban álltak Moszkvával. Ivánra nagy befolyással voltak arisztokrata tanácsadói (a bojárok) – közülük is elsősorban Moszkva katonai parancsnoka, Alekszej Hvoszt –, valamint Alekszej metropolita. A nagyfejedelem folytatta édesapja politikáját, amelynek célja az orosz földek egyesítése volt. Halálakor fia, Dmitrij örökölte címeit.